# Міансарова Тамара Григорівна
Тамара Григорівна Міансарова (уроджена Ремньова; 5 березня 1931, Зінов'євськ — 12 липня 2017, Москва, Росія) — українська і російська естрадна співачка (ліричне сопрано), Народна артистка Росії (1996), Заслужена артистка Української РСР (1972), професор Російської академії театрального мистецтва.

## Навчання
Освіту отримала в музичній школі при Мінській консерваторії, яку закінчила в 1951 році. В цьому ж році вступила на фортепіанне відділення Московської консерваторії, по класу професора Льва Оборіна і одночасно (з 2-го курсу) факультативно займалася на вокальному відділенні у професора Д. Б. Білявської.

## Естрадні виступи
У 1957 році, після закінчення консерваторії, працювала концертмейстером у ГІТІСі, але незабаром перейшла на естраду і стала виступати зі своїми сольними концертними номерами.
У 1958 році удостоєна третьої премії на III Всесоюзному конкурсі артистів естради, виконавши вальс Штрауса під власний акомпанемент на фортепіано. Після конкурсу Тамара Міансарова деякий час виступала з оркестром Лаці Олаха, а з 1960 року стає солісткою Московського Мюзик-Холу, беручи участь у виставі «Коли запалюються зірки».
У 1958 році Ігор Гранов запросив Т.Міансарову у джазовий квартет (фортепіано, контрабас, ударні та гітара), попрацювавши над її манерою виконання. Репертуар ансамблю склали твори радянських композиторів у його власній обробці і джазова класика.

### Нагороди 1960-х років
У 1962 році на VIII Всесвітньому фестивалі молоді і студентів у Гельсінкі Т. Міансарова була удостоєна першої премії і золотої медалі. Вона виступала з ансамблем Ігоря Гранова і заспівала веселу пісеньку Л. Лядової на вірші Б. Брянського «Ай-люлі».
У 1963 році Т. Міансарова стає Лауреатом Міжнародного Фестивалю пісні в Сопоті за виконання пісні Аркадія Островського на вірші Льва Ошаніна «Сонячне коло» («Хай завжди буде сонце»). Перед від'їздом на Фестиваль керівництво без ентузіазму сприйняло рішення Міансарової співати саме цю пісню: вважали, що треба співати що-небудь серйозніше. Не схвалював вибору співачки і керівник ансамблю Ігор Гранов і навіть не хотів з нею репетирувати. Однак, успіх був приголомшуючим.
У пісенний фестиваль, заснований на танцювальних ритмах, увірвалась пісня-діалог, пісня-заклик, пісня-твердження. Польський журнал «Край Рад» писав: «Великий зал Гданської верфі захлинається сентиментальністю і через хвилину, здається, попливе на припливній хвилі меланхолії… Але, на щастя, ситуацію рятує чарівна представниця Радянського Союзу…». Тамара співала цю пісню на всі лади: стримана, мужня на початку інтонація змінюється в приспіві — чистому та ясному, ніби звук піонерського горна, — абсолютно такою ж дитячою, дзвінкою, здивованою нотою, а слова «хай завжди буде мама» сприймаються як найпотаємніше, яким дитина може поділитися тільки ось зараз, а потім вже ніхто не буде знати. Тому що дитина виросте… І тут же зворушливе в своїй наївності самоствердження: нехай завжди буду я! — прямим, чистим, вільним звуком. Несподіване рішення першого і останнього куплетів, виконаних хлоп'ячим дискантом, прийшло до співачки невипадково: вона сама пережила жахи окупації в дитинстві і тому дивилася на цю пісню не так, як всі, а очима дитини, яка пережила війну.
Починаючи з цього часу, багато років пісня залишалася візитною карткою співачки. Пісню «Хай завжди буде сонце» співали з нею всі космонавти Радянського Союзу, починаючи від Юрія Гагаріна.
У 1963 році, на хвилі великої популярності в Польщі, співачка знялася в музичному фільмі «25 minut z Tamarą Miansarową» (TVP). З 1964 року вона  виступала із створеним спеціально для неї Леонідом Гаріним гуртом «Три плюс два» (Віктор Прудовський — фортепіано, Адольф Сатанівський — контрабас, Олександр Гореткін — ударні). У 1965 році співачка виконала кілька пісень у фільмі-концерті (TVP) за участю польських і зарубіжних виконавців, які у різний час виступали на Сопотському фестивалі (Хана Хегерова, Ґаліна Куніцька, Едвін Руттен, Здіслава Сосьніцька, Віолетта Віллас, Б. Вілке).
При першому виконанні японської народної пісні «Золотий ключик» у супроводі ансамблю під управлінням В. Піщальникова Тамара Міансарова використовувала чорне віяло. Пісня була знята на чорно-білу плівку.

### Участь у Новорічних вогниках
31 грудня 1964 року на Новорічному «Блакитному вогнику» Тамара Міансарова виконала знамениту пісню про гриб «Рижик» (Музика Б. Клімчука, слова А. Еппеля).
В 1965 році на Новорічному «Блакитному вогнику» Тамара Міансарова виконала ще більш відому пісню «Чорний кіт» (Ю. Саульський — М. Таніч).
У 1966 році Т. Міансарова перемогла на конкурсі естрадної пісні соціалістичних країн «Дружба». Конкурс складався з шести турів, що проходили в шести країнах (СРСР, НДР, Чехословаччині, Польщі, Болгарії, Угорщині), і за його умовами кожен учасник повинен був виконати пісню тієї країни, де проходив тур. Тамара Міансарова завоювала відразу 4 перші премії, випередивши свою основну конкурентку — представницю Болгарії, співачку Лілі Іванову.
У 1968 році Тамара Міансарова виступала перед гірниками шахт 121, 122 і 35. Вона співала також і для металургів та будівельників Темиртау, енергетиків і гірників Шахтинська.
5 червня 1969 року в Ленінградському будинку преси відбулася її концерт, який супроводжував естрадний ансамбль під керівництвом В. Кондакова. Також співачка виступала в Ленінграді з групою Шурова і Рикуніна. А наступного дня вона вже співала в місті Гельсінкі. У 1969 році при повному аншлагу пройшов «живий» концерт Тамари Міансарової в БК міста Курахове Донецької області.

### Солістка Донецької філармонії
У 1970 році, під час роботи в «Москонцерті», Тамара Міансарова потрапила в немилість у впливових керівників культури, і її спіткала незавидна доля. В результаті негласної заборони вона відразу потрапила в розряд «невиїзних», її виступи зникли з теле- і радіоефіру, а гастрольна концертна діяльність остаточно стала неможливою.
Фактична заборона на професійну діяльність призвела до того, що вона змушена була звільнитися з Москонцерту і влаштувалась у Донецькій обласній філармонії, куди вона була запрошена, і де згодом пропрацювала 12 років.
У 1972 році газета «Вінницька правда» писала: «Всюди її тепло зустрічають глядачі. Вона глибоко закохана в пісні, і це знаходить відгук у серцях людей. Спасибі, Тамара Міансарова». У 1972 році в Ялті Тамара Міансарова брала участь у Фестивалі «Кримські зорі». Під час роботи в Україні Тамара Міансарова співпрацювала з українськими композиторами, зокрема І. Покладом та виконувала українські пісні «Коханий», «Кохай мене», «Ой летіли дикі гуси», «Ой, Іване», «Лелеки», «Любиш — не любиш», «Мій Іване», «Чорнобривці», «Я дивлюсь», «Я маленька».

## Викладацька діяльність та виступи 1980-х
У 1980-х роках, повернувшись до Москви, Т. Міансарова викладала вокал у ГІТІСі (з 1988 по 1996 рік), в будинку творчості молоді «На Таганці» і в Московському інституті сучасного мистецтва. Вона отримала звання професора Російської академії театрального мистецтва (колишнього ГІТІСу).
|  | «Талановиті учні були. Лариса Гордьєра, Юліан, Аліка Смєхова, Максим Ситник, Лада Маріс, яка співає у виставі „Ісус Христос — суперзірка“. Я пишаюся тим, що дала їм дещо в плані професії. Адже зараз нікому немає справи до якості виконання. Чому в моді шоу зі всілякими спецефектами? Тому що це відволікаючий маневр, за яким легко сховати відсутність професіоналізму. Приберіть дим, світло, підтанцьовки — і король залишиться голим. Слухати нема чого, так хоч на шоу глядач подивиться. Ми втратили глядача, який знає толк в хорошій естраді, якого виховували десятиліттями». |

У 1980 році пройшов сольний концерт Тамари Міансарової в Ленінградському театрі Естради імені А. В. Райкіна.
В 1988 році Т. Міансарова була членом журі Міжнародного фестивалю пісні в Сопоті.
В 1989 році фірма «Мелодія» випустила черговий диск-гігант співачки — «Ніби вчора», у записі якого брав участь інструментальний ансамбль під управлінням Вячеслава Квіна.

### Участь у ретро-концертах
З 1991 року періодично спільно з іншими виконавцями 1950—1970-х років (Капіталіною Лазаренко, Іриною Бржевською, Володимиром Трошиним) вона брала участь у ретро-програмах, присвячених радянській пісні. Т. Міансарова також виконувала попурі зі своїх найвідоміших пісень і, зокрема, «Чорного кота». З великим успіхом пройшли її виступи і в програмах Московського державного театру естради «Зоряний десант» і «Ретро — гранди», в яких брали участь провідні майстри естради: Капіталіна Лазаренко, Гелена Веліканова, Олександра Стрельченко, Ружена Сікора, Лев Полосін.
У 1994 році з Оркестром театру естради під управлінням В. Старостіна вона виконала і записала пісню «Ніби вчора» (музика М. Райко, слова Б. Шифрін). Також відбувся сольний концерт Тамари Міансарової в Московському Театрі Естради.

#### Виступ у Нью-Йорку
"У 1994 році на запрошення відомого американського телеведучого Олега Фріша мене випустили в Америку. Нью-Йорк вразив своїм розмахом. У цьому місті я дала свій перший концерт. Працювала як завжди з «мінусом».
В 1994 році в Санкт-Петербурзькому Театрі Естради брала участь у вечорі «Концерт майстрів естради минулих років».
У 1996 році пройшов творчий вечір Тамари Міансарової в Центральному будинку працівників мистецтв. У 1997 році вона брала участь у передачі «Зірки не гаснуть».

#### Участь у телевізійних передачах
1 січня 2000 року у Новорічну ніч на телеканалі ОРТ Тамара Міансарова в дуеті з Валерієм Сюткіним виконала пісню «Чорний кіт». Так само ця пісня входила в репертуар групи «Браво» (існує три версії виконання — з вокальними партіями Жанни Агузарової, Євгенія Осіна та Валерія Сюткіна).
5 березня 2001 року в посольстві України в Москві пройшов Ювілейний вечір Тамари Міансарової.
У 2003 році Тамара Міансарова у популярній передачі «Два рояля» виконала відому пісню 1960-х років «Рижик» (Руди-ридз).
1 і 2 жовтня 2003 року в БКіТ ВАЗу і ДК «СК» міста Тольятті пройшли виступи зірок радянської естради 1950-1960-х років, присвячені Дню літньої людини. «Золота осінь радянської та російської естради» назвав ведучий творчість учасників цих концертів — Тамари Міансарової, Галини Ненашевої та Леоніда Серебреннікова.
А 9 лютого 2005 року відбувся ювілейний вечір у концертному залі «Росія». "Я йшла по червоній доріжці Площі зірок серед вогнів феєрверків, а на величезному екрані сторінка за сторінкою «перелистувалась» моє життя… Все в моїй долі ніби сталося. Правда, вже чимало років. Навесні виповниться вісімдесят два, сил вже поменшало, але я, незважаючи на всі тяготи, вдячна кожному прожитому дню. Адже тоді, в червні 1941 року, я могла виявитися однією з сотень загиблих під бомбами або повішених фашистами. Але я жива і раніше із захопленням зустрічаю на світанку вогнену куля, що піднімається з-за горизонту: «Хай завжди буде Сонце!»

## Громадянська позиція
21 лютого 2014 року підписала разом з Василем Лановим, Йосипом Кобзоном, Еліною Бистрицькою і космонавтом Олександром Волковим, заклик до В. Ф. Януковича «застосувати всю владу і силу, яка є у Ваших руках, щоб навести порядок в країні».

## Смерть
В останні роки життя Т. Міансарова була прикута до ліжка після проведеної операції на шийці стегна.
Померла 12 липня 2017 року в московській лікарні.

### Родина
- Батьки: батько — Ремньов, Григорій Матвійович (1903—1982) — артист Одеського музичного театру драми і комедії, потім художник; мати — Алексєєва Анастасія Федорівна (1905 — 8 березня 1988) — співачка, працювала солісткою Мінського оперного театру.
- Перший чоловік: Міансаров Едуард Арсенович (нар. 24 жовтня 1933) — піаніст, Заслужений артист Росії, Лауреат Першого Міжнародного Конкурсу імені П. І. Чайковського. Розлучилися відразу після народження сина — Андрія Міансарова (нар. 29 січня 1956, Москва) — піаніста, композитора, аранжувальника, клавішник ВІА «Самоцвіти» (1980—1988).
- Другий чоловік — Гарін Леонід Семенович (нар. 27 вересня 1937, Москва — загинув за нез'ясованих обставин 21 вересня 1979 року в Сочі) — композитор. Шлюб тривав півроку.
- Третій чоловік — Хлєбніков Ігор Андрійович — звукорежисер, адміністратор концертної групи. Дочка — Катерина Хлєбнікова (нар. 26 серпня 1971) — поетеса.
- Четвертий чоловік: Фельдман Марк Михайлович (нар. 1945, Вінниця) — скрипаль, директор концертних груп.

Онуки:
- Міансаров Андрій — музикант, ді-джей.
- Міансарова Тамара — художник, дизайнер.
- Міансарова Анна — економіст.

## Нагороди і звання
- 1962 — переможець пісенного конкурсу на VIII Всесвітньому фестивалі молоді і студентів у Гельсінкі
- 1963 — золота медаль (перша) лауреата Міжнародного фестивалю пісні в Сопоті за виконання пісні «Сонячне коло» (А. Островський — Л. Ошанін)
- 1966 — переможець конкурсу естрадної пісні «Дружба», що проходив у столицях шести країн (СРСР, НДР, Чехословаччині, Польщі, Болгарії, Угорщини)
- 1972 — Заслужена артистка Української РСР
- 1996 — Народна артистка Росії
- 2005 — іменна зірка на «Площі зірок» в Москві
- Орден «Знак Пошани»
- Орден Дружби народів
- повний кавалер орденів «Шахтарська слава»[10]
- Золотий Орден Дипломата Камбоджі
- Лаоський орден Трьох Слонів[11]

## Визнання
У 1980-ті роки польський журнал «Панорама» назвав четвірку найпопулярніших співаків за попередні 25 років. За версією журналу список кращих становили: Едіт Піаф, Карел Готт, Шарль Азнавур і Тамара Міансарова.

### Фільми про співачку
У 1966 році на польському ТБ було знято кіноконцерт «Співає Тамара Міансарова».
У 1974 році в Києві було знято фільм-концерт «Співає Тамара Міансарова». Музичний супровід — ансамбль під керуванням Євгена Дергунова.
У 2006 році був знятий відеокліп з піснею Юрія Саульського на вірші Михайла Таніча «Чорний кіт» у виконанні Тамари Міансарової, в основі якого були використані фрагменти з мультфільму студії Укранімафільму «Жив собі Чорний кіт».
У 2007 році на виробництві «Пігмаліон-фільм» був знятий документальний фільм режисера Катерини Аккуратової і оператора Миколи Корнєєва «Нехай завжди буду я. Лев Ошанін», в якому взяла участь Тамара Міансарова.
У вересні 2007 року в рамках виставки «Блошиний ринок» було виставлене зібрання концертних суконь естрадної співачки Тамари Міансарової.
У 2010 році випуск авторської програми Олега Нестерова «По хвилі моєї пам'яті» (Канал «Время» — Перший канал. Всесвітня мережа) був присвячений Тамарі Міансаровій.
У 2011 році на телеканалі Росія — 1 був показаний випуск ток-шоу «Прямий ефір», який називався «Ювілей співачки Тамари Міансарової». У 2012 році брала участь у ток-шоу «Про Життя». У 2014 році у програмі «Ранок на 5» була зроблена замітка про Тамару Міансарову і піснях «Рижик», «Хай завжди буде сонце» і «Парасольки» («Зонтики»).
18 липня 2014 року в одному з випусків програми «Точь-в-точь» Тамару Міансарову з піснею «Летка-єнка» спародіював Юрій Гальцев, а у другому сезоні шоу, 12 квітня 2015 року, пісню «Рижик» в образі Міансарової виконала Аглая Шиловська. 12 березня 2016 року в шоу «Один в один. Битва сезонів» Тамару Міансарову з піснею з 1960-х «Я тебе почекаю» спародіювала Юлія Паршута.

### Книга
Книга співачки «Тамара Миансарова. И в жизни, и на сцене», що вийшла в 2012 році — спогади, розповіді, сповідь. Крізь призму приватної людської долі висвічується шлях цілого покоління — золотого фонду радянської естради. У передмові до своєї книги Тамара Міансарова зізнається, що довго сумнівалася чи будуть комусь цікаві її спогади?
«Тільки завдяки високому і очеловеченому мистецтву ми долали біди, хвороби, війни. Це відбувалося тому, що високе мистецтво співзвучно високим струнам людського духу, його чистоті і вимогливості до самого себе»' (с. 65).

## Творчість
Тамара Міансарова — автор музики до трьох пісень: «Моя Росія», «Пісня про пісні» і «Руки».
В репертуарі Тамари Міансарової більше 400 пісень російською, українською, польською мовами), багато з яких стали шлягерами.
- «Ай-люлі»
- «Аленький цветочек»
- «Бабуся, навчи мене танцювати»
- «Багульник»
- «Вальс розставання»
- «Очі на піску»
- «Грона горобини»
- «Давай ніколи не сваритися»
- «Дикі гуси»
- «Золотий ключик»
- «Кохай мене»
- «Коханий»
- «Крила удачі»
- «Лебеді мої»
- «Летка-єнка»
- «Мамине свято»
- «Нас копіюють діти»
- «Парасольки»
- «Останній дзвоник»
- «Хай завжди буде сонце»
- «Світанкові роки»
- «Рижик» (кавер-версія пісні «Rudy rydz», оригінал виконувала польська співачка Хелена Майданець).
- «Топ-топ»
- «Чорний кіт»

І ще багато інших. Більшість записів були розмагнічені в сховищі у 1970-х рр. згідно з вказівкою керівництва.

### Вінілові альбоми
- Інформація про пластинках Т. Р. Миансаровой, виданих на лейблі «Мелодія»:
  - на официальном сайте. Архів оригіналу за 30 листопада 2012. Процитовано 13 липня 2017.
  - на сайті Discogs.com. Архів оригіналу за 19 липня 2012. Процитовано 19 березня 2022.
  - на сайті Popsa.info. Архів оригіналу за 17 липня 2017. Процитовано 13 липня 2017.

### Відео
- Золотая коллекция ретро. Тамара Миансарова [2007 DVD PAL) — сборник клипов разных лет

## Зноски
1. 1 2  Discogs — 2000.
2. 1 2  Bibliothèque nationale de France BNF: платформа відкритих даних — 2011.
3. ↑  Почётное звание присвоено указом Президента России № 1284 от 30 августа 1996 года. Архів оригіналу за 4 листопада 2014. Процитовано 13 липня 2017.
4. ↑  Sopot Festival '63. Nagrody. Архів оригіналу за 30 листопада 2012. Процитовано 13 липня 2017.
5. ↑  Архівована копія. Архів оригіналу за 4 липня 2017. Процитовано 13 липня 2017.{{cite web}}:  Обслуговування CS1: Сторінки з текстом «archived copy» як значення параметру title (посилання)
6. ↑  Sopot Festival '88. Архів оригіналу за 30 листопада 2012. Процитовано 13 липня 2017.
7. ↑  Иосиф Кобзон, Василий Лановой и Элина Быстрицкая призвали Януковича арестовать и судить Яценюка, Кличко и Тягнибока. Архів оригіналу за 24 лютого 2014. Процитовано 13 липня 2017.
8. ↑  Скончалась народная артистка России Тамара Миансарова.
9. ↑  Умерла Тамара Миансарова. Lenta.ru. 13 липня 2017. Архів оригіналу за 29 вересня 2020. Процитовано 13 липня 2017.
10. ↑  Интервью Т. Миансаровой. Газета «Бульвар Гордона». Архів оригіналу за 30 листопада 2012. Процитовано 13 липня 2017.
11. ↑  Тамара Миансарова. Биография на официальном сайте. Архів оригіналу за 30 листопада 2012. Процитовано 13 липня 2017.
12. ↑  «По волне моей памяти»: Тамара Миансарова. Архів оригіналу за 30 листопада 2012. Процитовано 13 липня 2017.
13. ↑  Песни Тамары Миансаровой на официальном сайте. Архів оригіналу за 30 листопада 2012. Процитовано 13 липня 2017.
14. ↑  Тамара Миансарова. Официальный сайт. Архів оригіналу за 30 листопада 2012. Процитовано 13 липня 2017.